# 把你给MIKUMIKU掉
《把你给MIKUMIKU掉》（日语：みくみくにしてあげる♪【してやんよ】）是创作者ika（真名：鶴田加茂）于2007年9月20日上传至niconico的作品，在本作品中使用初音未来作为音源。

## 概述
本作是初音未来最出名的作品之一，在多次初音未来演唱会上被选为表演歌曲，被中国VOCALOID粉丝称为“党歌”。
2012年8月30日，在niconico的播放次数达到一千万次，成为第一首播放次数达一千万次的VOCALOID歌曲（亦称神话曲），作者在niconico上于2012年10月8日发布了为庆祝视频一千万次播放次数的重制作。

## 轶事
由于歌曲卡啦OK化及铃声化卷入了JASRAC版权骚动，在事后传出Crypton与niconico关系恶化，本作的作曲曾一度不再niconico上进行任何投稿创作。